# Fraião
Fraião era una freguesia portuguesa del municipio de Braga, distrito de Braga.

## Historia
Fue suprimida el 28 de enero de 2013, en aplicación de una resolución de la Asamblea de la República portuguesa promulgada el 16 de enero de 2013 al unirse con las freguesias de Lamaçães y Nogueira, formando la nueva freguesia de Nogueira, Fraião e Lamaçães.

## Patrimonio
En el patrimonio histórico-artístico de la antigua freguesia cabe citar la iglesia parroquial, el cruzeiro del Espíritu Santo y la Fuente das Águas Férreas, construida en 1773, a raíz del descubrimiento de aguas ferruginosas en la localidad.